# نوايي محلة (مقاطعة فريدونكنار)
نوايي محلة (بالإنجليزية: Navai Mahalleh)‏ هي منطقة سكنية تقع في مازندران في إيران. يقدر عدد سكانها بـ 1,024 نسمة .